# Radu Ivan
Radu Ivan (Budești, 17 de julio de 1969) es un deportista rumano que compitió en judo. Ganó dos medallas en el Campeonato Europeo de Judo en los años 1997 y 1998.
Participó en tres Juegos Olímpicos de Verano entre los años 1992 y 2000, su mejor actuación fue un decimotercer puesto logrado en Barcelona 1992 en la categoría de –95 kg.

## Palmarés internacional
| Campeonato Europeo | Campeonato Europeo | Campeonato Europeo | Campeonato Europeo |
| Año                | Lugar              | Medalla            | Categoría          |
| ------------------ | ------------------ | ------------------ | ------------------ |
| 1997               | Ostende (Bélgica)  | Medalla de bronce  | –95 kg             |
| 1998               | Oviedo (España)    | Medalla de plata   | –100 kg            |